# Kvænangsfjellet

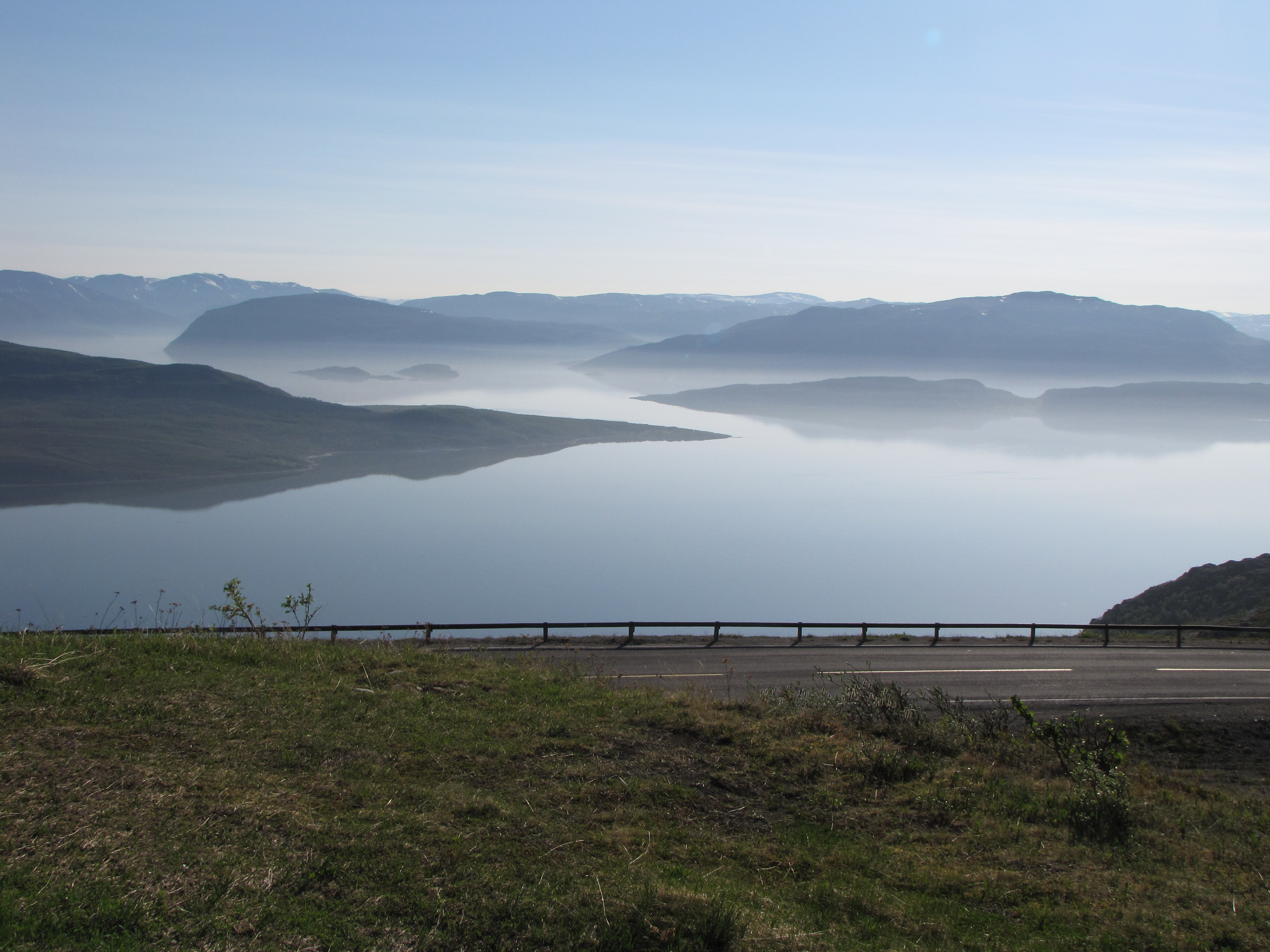
Utsikt från Gildetun.

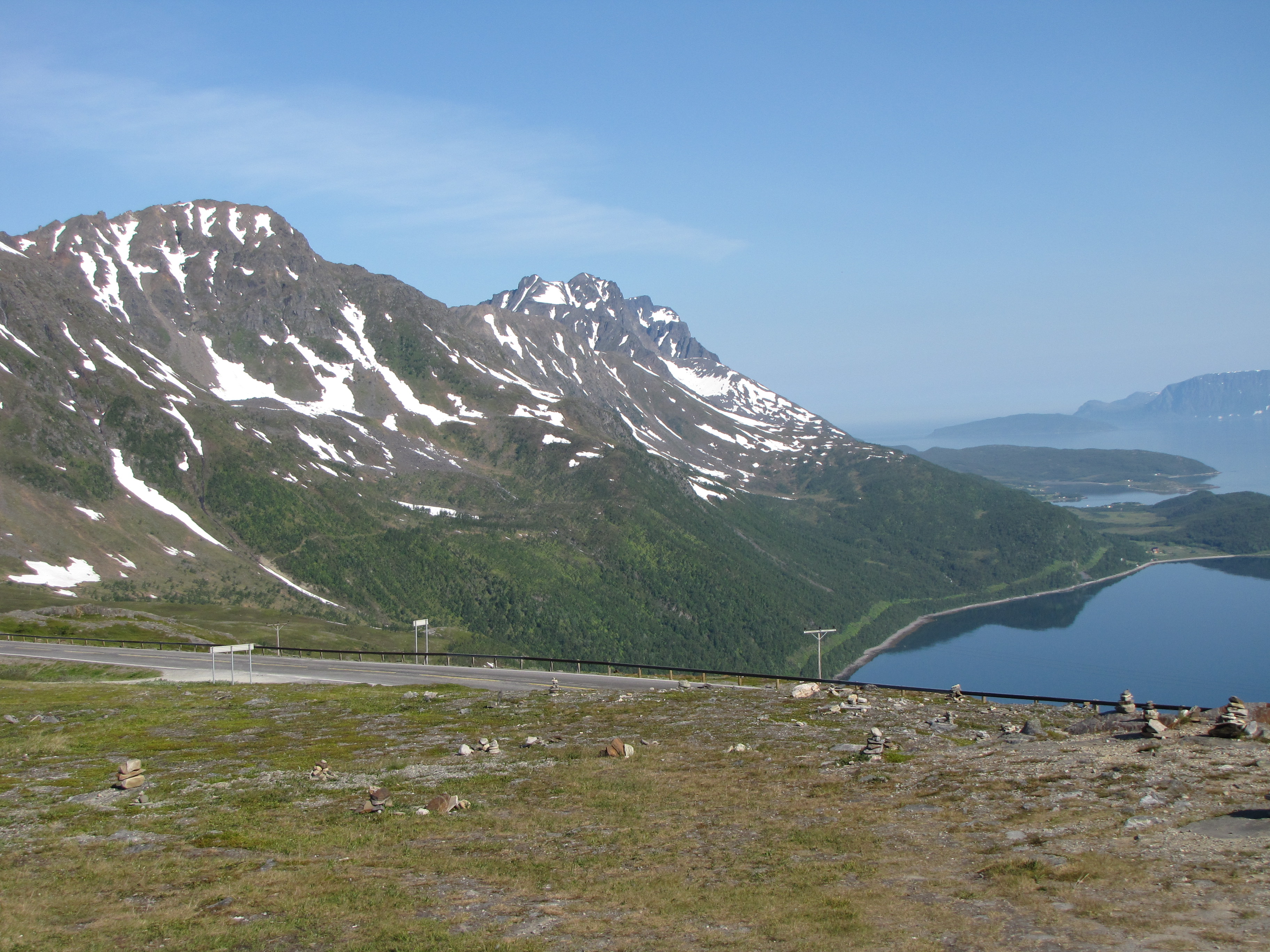
Utsikt över Kvænangsfjorden.

Kvænangsfjellet (kvenska: Naavuononvaara är ett markerat bergspass som sträcker sig från Oksfjorden i söder till Kvænangsfjorden i norr. Fjällmassivet ligger dels i Kvænangen och dels i Nordreisa kommuner. E6 över Kvænangsfjellet är stängd på grund av snöstorm 10-80 dagar varje vinter. Det är en kort sträcka som är utsatt för väder, ett pass nära vägens högsta punkt som är på 402 m ö.h. Under andra världskriget byggde den tyska ockupationsmakten en träöverbyggnad på denna ungefär besvärliga kilometerlånga sträcka, men denna träkonstruktion blev ett offer för "den brända jordens taktik" när tyskarna drog söderut igen i slutet av kriget 1944.
Gildetun Inn (norska: Gjestehuset Gildetun) ligger längs E6 som korsar Kvænangsfjellet. Det erbjuder boende och måltider under turistsäsongen. Det ligger på en utsiktsplats där turister kan fotografera fjäll- och fjordlandskapet. Den har också en utställning av lokala fåglar och andra djur.
Området Kvænangsfjellet används på sommaren av samiska renskötare.
Beslut har fattats om att bygga den 3 kilometer långa Kvænangsfjelltunneln med byggstart 2021. I januari 2021 blev det bestämt vilket företag som ska bygga den nya vägen. Den ska gå från Oksfjord i Nordreisa kommun til Karvika i Kvænangens kommun. Total väglängd blir cirka 24 kilometer. Två tunnlar ska sprängas genom berget.

## Galleri

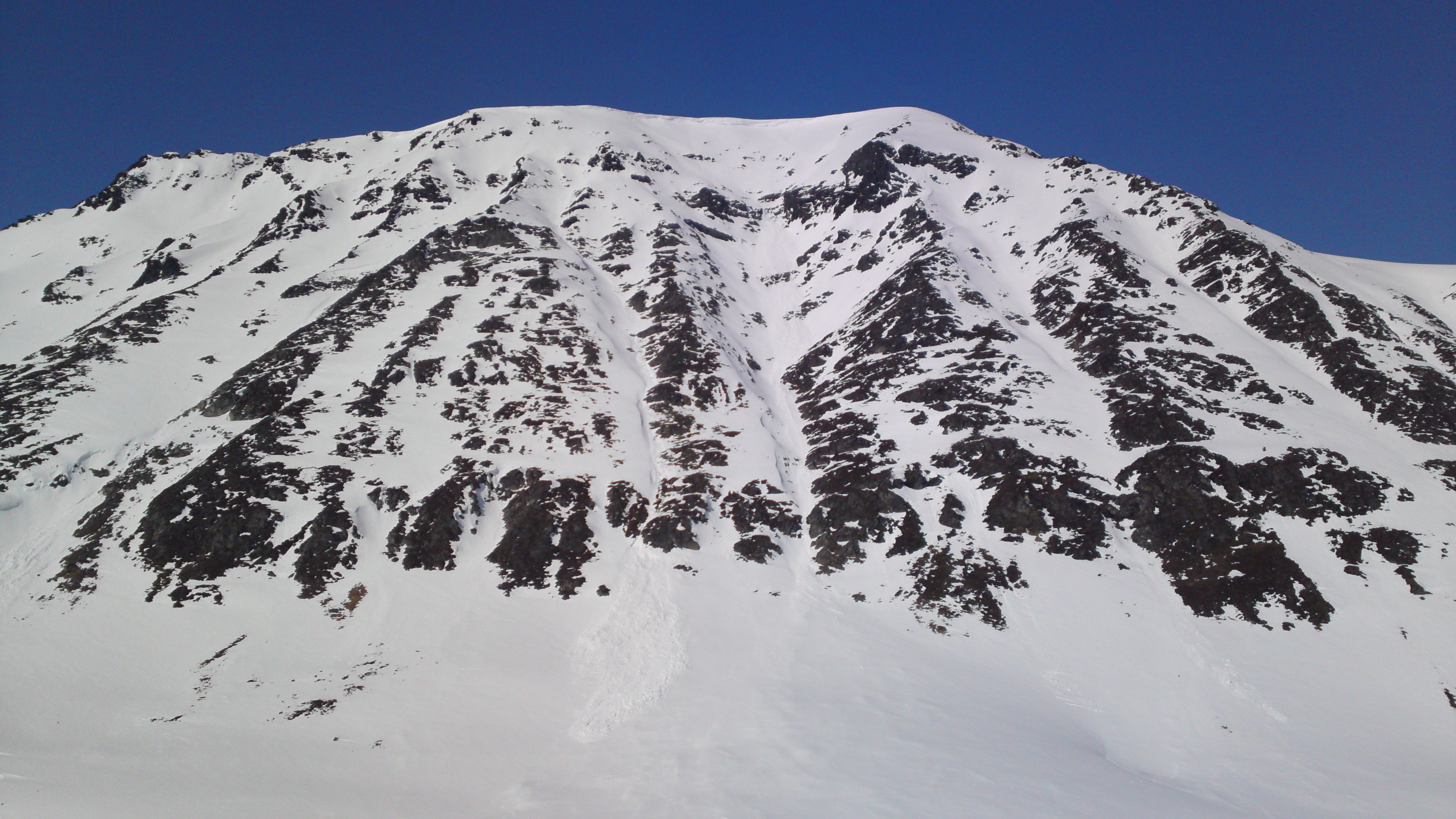
Storbukttind med sina 1 054 m ö.h. ligger strax väster om E6.
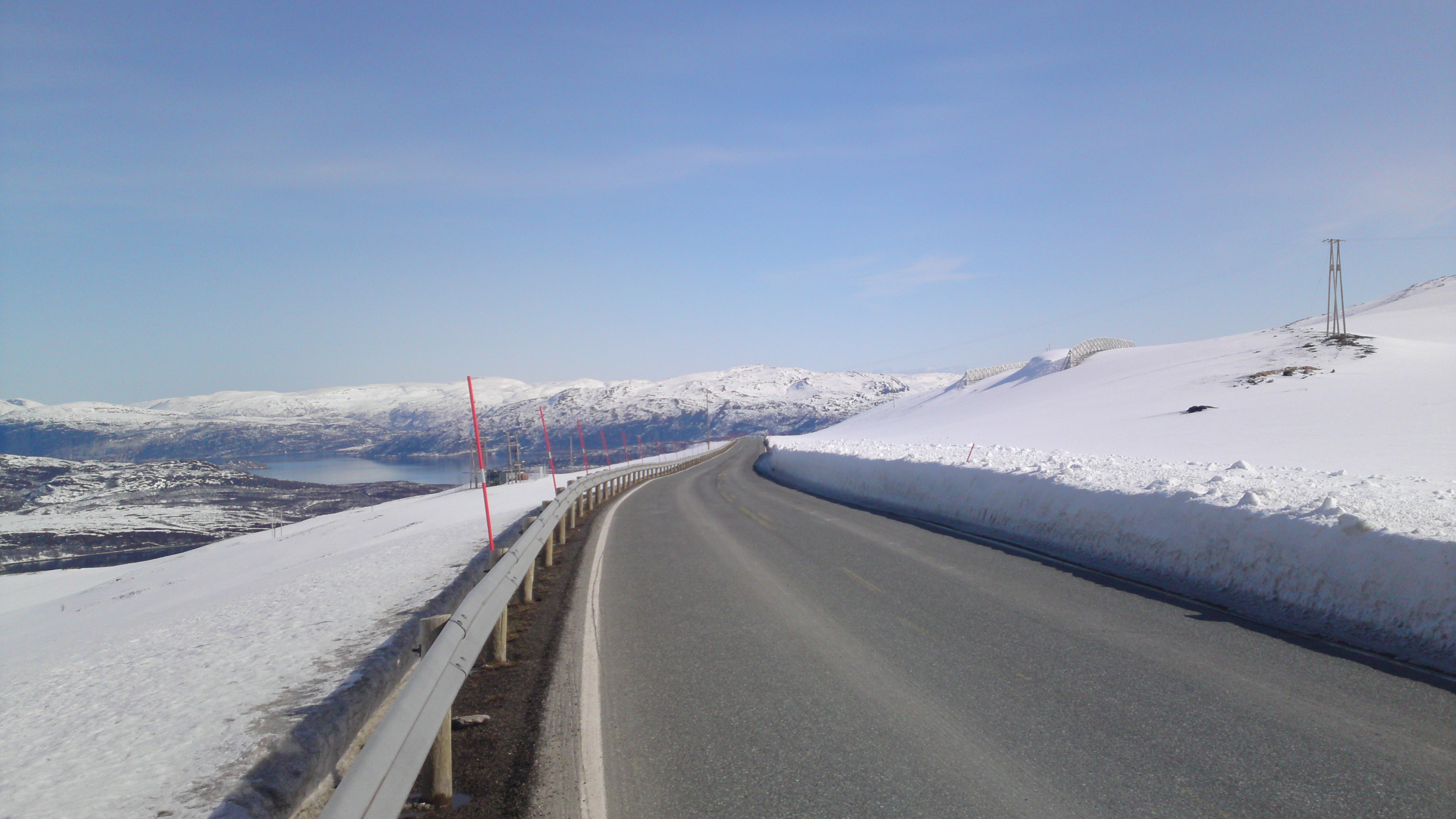
En aprildag på den mest väderutsatta vägsträckningen över Kvænangsfjellet.
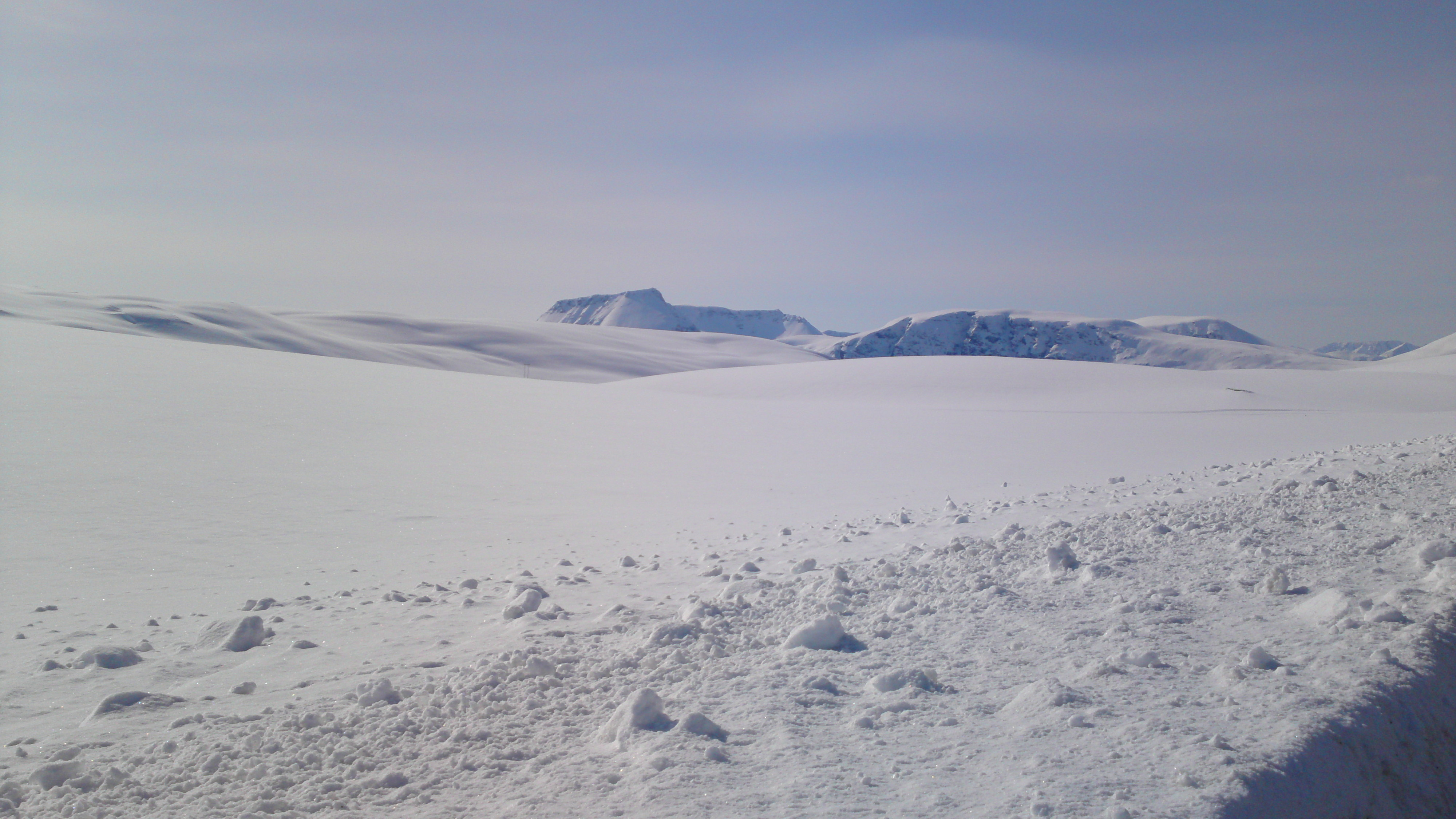
Skidterräng på Kvænangsfjellet, öster om E6.